# Baie d'Ivondro
La baie d’Ivondro est une baie de l'océan Indien baignant la partie méridionale de la ville de Toamasina, à Madagascar.
L'Ivondro est un fleuve dont l'embouchure se situe à l'extrémité sud de la baie.
Au nord de celle-ci se trouvent les infrastructures du port du la ville.